# 埃溫島
埃溫島（英語：Ewing Island），是南極洲的島嶼，位於帕爾默地東岸，處於科利爾角東北面24公里，直徑13公里，在1947年11月7日由美國探險隊發現，現時由南極條約體系管理。